# Certilleux
Certilleux település Franciaországban, Vosges megyében. Lakosainak száma 214 fő (2022. január 1.). Certilleux Rebeuville, Rouvres-la-Chétive, Tilleux, Circourt-sur-Mouzon és Neufchâteau községekkel határos.

## Népesség
A település népességének változása:
| Lakosok száma | 217  | 209  | 222  | 208  | 210  | 211  | 213  | 215  | 214  |
|               | 2013 | 2015 | 2016 | 2017 | 2018 | 2019 | 2020 | 2021 | 2022 |